# Karl May (stripreeks)
De Karl May-stripreeks ontstond in 1962, toen Willy Vandersteen op het idee kwam een stripreeks te maken rond de boeken van de Duitse schrijver Karl May. Hoofdfiguren zijn dan ook Winnetou en Old Shatterhand
In 1962 werd het eerste album uitgebracht: Old Shatterhand, waarbij de Karl May verhalen als directe bron werden gebruikt. Naargelang de reeks vorderde werd hier meer van afgeweken en speelden de verhalen zich af in de typische Wild West setting. Uiteindelijk zouden er 87 albums verschijnen, in april 1985 verscheen het laatste deel.

## Albums
1. Old Shatterhand
2. Winnetou
3. De Berejager
4. De pelsjagers
5. De zwarte mustang
6. Llano Estacado
7. Jennifer en Phowi
8. Old Surehand
9. De outlaw
10. De duivelskop
11. Vuurwater
12. De totem van Winnetou
13. Het masker
14. De zilverbuks
15. De zingende draad
16. De woudlopers
17. De gestolen lading
18. De witte hengst
19. De hoornblazer
20. Het zevende schot[1]
21. De deken van de medicijnman
22. De grote ivoorsnavel
23. Zes kogels
24. Fort Sutter
25. De verdwenen chuck wagon
26. De rode vloedgolf
27. De paardenvallei
28. De flatboat
29. De brandstichter
30. De posse
31. Mustang voor Palo Verdes
32. De erfvijanden
33. Gekke John
34. Twee leren tassen
35. Rio Grande
36. De wagenmaker
37. De waterzoeker
38. De stenen squaw
39. De vioolspeler
40. Het schild van Cochise
41. De banneling
42. De vervalste brandmerken
43. Geen goud voor Diablo
44. Kleine Wolf
45. El Bronco
46. Tot de laatste bizon
47. Chantage in Crown Point
48. De meester van de woestijn
49. Jacht op de fotograaf
50. De vijftig Herefordstieren
51. De oorlogstweeling
52. De speler
53. Duel met de Niagara
54. Vals beschuldigd
55. Tot de dood
56. Verslaggever ter plaatse
57. De lastige getuige
58. Karavaan naar de dood
59. Manuello
60. De sterke man
61. De val bij Thunder Head
62. De desperado
63. Chalito
64. De vredespijp
65. Het kind van de rekening
66. Topawa geeft het niet op
67. De duivels van de Llano Estacado
68. Gevaarlijke lading voor Goldfield
69. De getuige
70. De brandende prairie
71. Hertevoet
72. De duivelse hinderlaag
73. De bizondoder
74. San Pedro Martin
75. De verraderlijke trein
76. De laatste ranch
77. De wraak van Jonge Eekhoorn
78. Lower Hill
79. De grot der schittering
80. Het spoor van de grote kudde
81. De prijs van de vrede
82. Het geheim van de Long Horn-Ranch
83. Het maskergenootschap
84. De postkoets
85. De bizonjager
86. De lange nacht van witte maan
87. De Vigilantes

## In populaire cultuur
- Jerom vliegt in strook 63 van het Suske en Wiske-album Het rijmende paard letterlijk het album uit en belandt bij een groep Indianen uit de stripreeks "Karl May". Een van hen merkt op: "Mijn blanke broeder is in een verkeerd verhaal terechtgekomen."